# Monsonia l'heritieri
Monsonia l'heritieri är en näveväxtart som först beskrevs av Olof Swartz, och fick sitt nu gällande namn av Ernst Gottlieb von Steudel. Monsonia l'heritieri ingår i släktet hottentottnävor, och familjen näveväxter. Inga underarter finns listade i Catalogue of Life.